# کاترین لارا
کاترین لارا (فرانسوی: Catherine Lara‎؛ زادهٔ ۲۹ مهٔ ۱۹۴۵)خواننده، ترانه‌سرا، نوازندهٔ ویولن، آهنگساز و موسیقی‌دان اهل فرانسه است. وی از سال ۱۹۷۲ میلادی تاکنون مشغول فعالیت بوده‌است.
از فیلم‌ها یا مجموعه‌های تلویزیونی که وی در آن‌ها نقش داشته‌است، می‌توان به سروان مارلو اشاره نمود.
وی همچنین برندهٔ جوایزی همچون لژیون دونور و شوالیهٔ هنر و ادب شده‌است.